# 單色勻鯻
單色勻鯻（學名：Leiopotherapon unicolor）為鱸形目鱸亞目鯻科的其中一種，分布於大洋洲澳洲淡水、半鹹水水域，為特有種，本魚體粗壯，呈紡錘型，體色為銀色，全身散布黃褐色的斑點，尾鰭略呈截形，體長可達31公分，棲息在溪流、水庫、湖泊的底層水域，可以忍受鹽度、酸鹼值（pH 4至8.6）及溫度（5℃至44℃°)的變化，屬雜食性，以昆蟲、甲殼類、軟體動物和植物為食，會進行季節性洄游，繁殖期在每年11月，成魚會保護卵並搧動魚鰭提供足夠的氧，卵約在2天內孵化，並在24天時成熟，可做為食用魚。
其种加词unicolor意为“单色的”。